# Општина Турени (Клуж)
Турени (рум. Tureni) општина је у Румунији у округу Клуж.
Oпштина се налази на надморској висини од 527 m.